# Australia (film 1989)
Australia è un film del 1989 diretto da Jean-Jacques Andrien. La pellicola è stata presentata in concorso alla 46ª Mostra internazionale d'arte cinematografica di Venezia nel 1989.